# Новая Точка
Новая Точка — посёлок в Похвистневском районе Самарской области в составе сельского поселения Старопохвистнево.

## География
Находится на правобережье реки Большой Кинель на расстоянии примерно 3 километра по прямой на север-северо-запад от районного центра города Похвистнево.

## Население
Постоянное население составляло 87 человек (русские 45 %) в 2002 году, 66 в 2010 году.